# Eerste divisie (1965/1966)
Eerste divisie (1965/1966) – drugi poziom rozgrywek piłkarskich w Holandii w sezonie 1965/1966. W lidze grało 15 zespołów. Awans oraz mistrzostwo 2. ligi wywalczył klub Fortuna Sittard, razem z dwoma innymi klubami: NAC Breda oraz Xerxes. W związku z planowaną rozbudową Eredivisie od przyszłego sezonu Eerste divisie postanowiono zwiększyć liczbę zespołów.

## Tabela końcowa
| Pozycja | Zespół              | Mecze | Zwycięstwa | Remisy | Porażki | Gole strzelone | Gole stracone | Punkty | Bilans bramkowy | Awans/spadek                     |
| ------- | ------------------- | ----- | ---------- | ------ | ------- | -------------- | ------------- | ------ | --------------- | -------------------------------- |
| 1       | Sittardia           | 28    | 19         | 3      | 6       | 68             | 38            | 41     | +30             | Bezpośredni awans do Eredivisie. |
| 2       | Xerxes              | 28    | 18         | 4      | 6       | 67             | 26            | 40     | +41             | Bezpośredni awans do Eredivisie. |
| 3       | NAC Breda           | 28    | 15         | 9      | 4       | 50             | 22            | 39     | +28             | Bezpośredni awans do Eredivisie. |
| 4       | Alkmaar '54         | 28    | 15         | 6      | 7       | 64             | 45            | 36     | +19             |                                  |
| 5       | Velox               | 28    | 15         | 5      | 8       | 56             | 48            | 35     | +8              |                                  |
| 6       | NEC                 | 28    | 13         | 7      | 8       | 54             | 39            | 33     | +15             |                                  |
| 7       | FC Volendam         | 28    | 14         | 5      | 9       | 55             | 50            | 33     | +5              |                                  |
| 8       | DHC                 | 28    | 10         | 7      | 11      | 46             | 45            | 27     | +1              |                                  |
| 9       | SC Cambuur          | 28    | 9          | 7      | 12      | 52             | 61            | 25     | -9              |                                  |
| 10      | FC Eindhoven        | 28    | 8          | 8      | 12      | 51             | 54            | 24     | -3              |                                  |
| 11      | Holland Sport       | 28    | 9          | 4      | 15      | 40             | 63            | 22     | -23             |                                  |
| 12      | De Volewijckers     | 28    | 8          | 4      | 16      | 41             | 51            | 20     | -10             |                                  |
| 13      | RBC Roosendaal      | 28    | 6          | 4      | 18      | 46             | 73            | 16     | -27             |                                  |
| 14      | Blauw-Wit Amsterdam | 28    | 3          | 10     | 15      | 28             | 57            | 16     | -29             |                                  |
| 15      | VVV-Venlo           | 28    | 4          | 5      | 19      | 32             | 78            | 13     | -46             | Spadek do Tweede Divisie.        |